# La Jeune Fille au verre de vin
La Jeune Fille au verre de vin (Dame en twee heren) est un tableau de Johannes Vermeer peint entre 1659 et 1660, exposé au Herzog Anton Ulrich-Museum de Brunswick en Basse-Saxe, une huile sur toile de 78 × 67 cm.

## Description
Au centre du tableau, une jeune fille en robe rouge est assise avec un verre de vin à la main. Un homme est debout à côté d'elle, et un autre est assis dans le coin gauche. Devant lui se trouve une table sur laquelle sont posés une cruche de vin, un plateau d'argent avec un fruit et un drap blanc.
À gauche, la fenêtre à vitraux est légèrement ouverte. La scène se déroule en l'absence de son mari, qui est représenté dans le portrait accroché au mur. Ce n'est pas un hasard si son regard est dirigé précisément vers sa femme.
Le nom des modèles de Vermeer n'est en général pas connu. Ici les experts pensent que ce serait Maria de Knuijt, la femme de Pieter van Ruijven qui était un des mécènes du peintre.

## Historique
On trouve trace de cette œuvre en 1696 lors d'une vente aux enchères à Amsterdam, elle est vendue 73 florins.
De 1807 à 1815, le tableau était au musée du Louvre de Paris.